# John Rackham
John Rackham, i modern tid även känd som Calico Jack, var en sjökapten och sjörövare under sjöröveriets guldålder, troligen av engelsk börd, avrättad 18 november 1720.
Han är bland annat känd för att ha haft två kvinnliga piraterna i sin sold, Anne Bonny och Mary Read.
Rackham avrättades på Jamaica tillsammans med större delen av sin besättning.

## I populärkulturen
- En fiktionaliserad version av Rackham, Rackham den Röde, finns med i Hergés Tintins äventyr, i seriealbumen Enhörningens hemlighet och Rackham den Rödes skatt. Dessa berättelser har adapterats till en animerad TV-serie (1991–1992) och film (2011), i den senare spelades Rackham av Daniel Craig.
- I TV-serien Black Sails, spelas Rackham av Toby Schmitz.